# Hotel Zipser

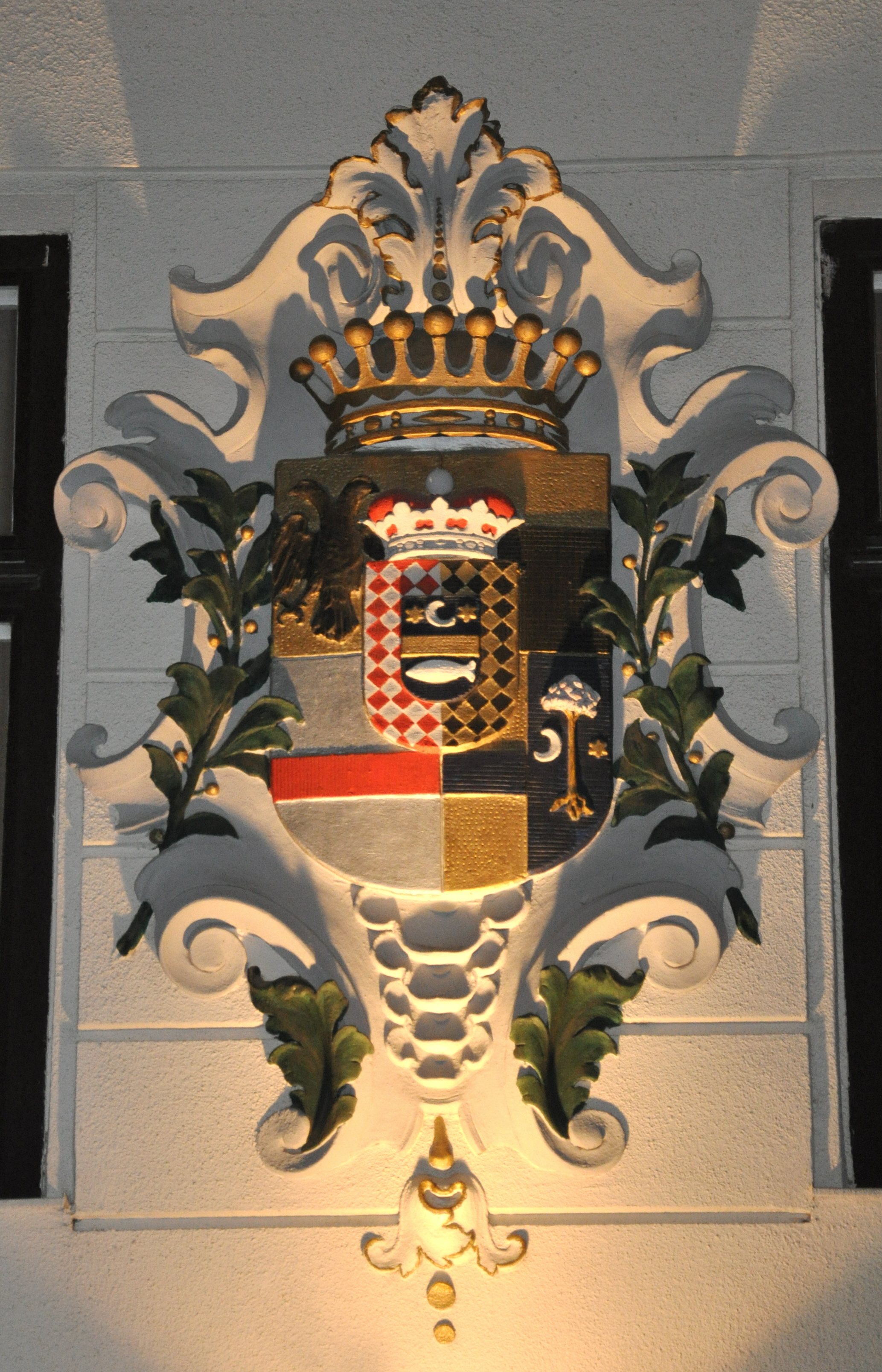
Das Wappen an der Fassade des Hotels Zipser

Das Hotel Zipser befindet sich in der Lange Gasse im 8. Wiener Gemeindebezirk Josefstadt. Es ist Mitglied der Gruppe PrivateCityHotels.

## Geschichte
Im 19. Jahrhundert stand an der Stelle das Haus „Zum Heiligen Anton“, später „Zur Goldenen Ente“ (Konskriptionsnummer 113/1846).
Das 1904 an der heutigen Lange Gasse Nr. 49 fertiggestellte Gebäude der Frau Karoline Zipser diente als Heim für junge Mädchen. Bald darauf wurde es zur Pension Zipser mit elf Einbett- und zwei Zweibettzimmern umgebaut.
Zwischen 1920 und 1931 wohnte der österreichische Schriftsteller Ödön von Horváth einige Male in der Pension Zipser, die auch in seinem Buch Geschichten aus dem Wiener Wald erwähnt wird.
1967 erwarb Hedwig Austerer die Pension und baute diese von bislang 28 auf insgesamt 53 Zimmer aus. 1972 wurde der elterliche Betrieb von Manfred Austerer übernommen. Durch ihn sowie durch dessen Frau Elisabeth Austerer erfuhr das Gebäude mehrere Renovierungen und Umbauten. 1999 trat der jüngere Sohn Bernhard Austerer in den Familienbetrieb ein. 2002 wurde aufgrund andauernder Vergrößerungen und Modernisierungen aus der Pension Zipser schließlich das heutige Hotel Zipser.

## Wappen
Das Wappen an der Fassade des Gebäudes trägt in seiner Mitte das Wappen der französischen Gemeinde Orsay.